# Яків Воронецький
Яків Юрійович Воронецький, іноді Стефан Шимон Александер Воронецький (пол. Jakub Woroniecki; пом. 1598) — київський римо-католицький єпископ (1585—1588, номінований, але не затверджений Папою Римським). Представник волинського князівського роду Воронецьких.  

## Біографія
Дата народження невідома. Батько — князь Юрій Воронецький. Матір — представниця роду Уханських гербу Радван. Мав брата Якова-Михайла-Андрія, капелана короля Стефана Баторія.
Був королівським секретарем (1568, 1578). 1573 року був «великим» послом від Максиміліана до Стефана Баторія. Був Жмудським єпископом-номінатом 1574 року, однак представники Великого князівства Литовського відмовилися визнавати його повноваження. 1582 року згаданий на посадах гнезненського та ловицького каноніка. За даними Каспера Несецького, обіймав посаду Київського латинського єпископа. За даними Єжи Дуніна-Борковського, номінований на посаду Київського і чернігівського латинського єпископа, обов'язки якого виконував у 1585—1588 роках, однак не був затверджений Папою. Номінований на посаду Краківського єпископа Римо-католицької церкви королем С. Баторієм, не отримавши згоди Папи. Новообраний король Сигізмунд III Ваза перешкодив його входженню на посаду.